# Rohojanî, Volodîmîr-Volînskîi
Rohojanî (în ucraineană Рогожани) este localitatea de reședință a comunei Rohojanî din raionul Volodîmîr-Volînskîi, regiunea Volînia, Ucraina.

## Demografie
Componența lingvistică a localității Rohojanî
     Ucraineană (99,5%)
     Alte limbi (0,5%)
Conform recensământului din 2001, majoritatea populației localității Rohojanî era vorbitoare de ucraineană (99,5%), existând în minoritate și vorbitori de alte limbi.